# Idmone
Idmone (in greco antico: Ἴδμων?, Ìdmōn) o Agamestore (in greco antico: Ἀγαμήστωρ?, Agamḕstōr) è un personaggio della mitologia greca. Fu veggente ed Argonauta.

## Genealogia
Figlio di Apollo e della ninfa Cirene o di genitori mortali come Ampice ed Antianira oppure Asteria (figlia di Corono) ed Abante.
Sposò Laotoe ed ebbe il figlio Testore.

## Mitologia
Prese parte alla spedizione degli Argonauti e giunto nella terra dei Mariandini, fu (con gli Argonauti) accolto da re Lico, ma in un incidente di caccia fu ferito dalle zanne di un cinghiale e morì dissanguato. 

Sulla sua tomba fu fatto crescere un ulivo selvatico ed in seguito Apollo, attraverso l'oracolo di Delfi, ordinò ai Beoti e ai Megaresi di costruire la città di Eraclea Pontica attorno all'ulivo coltivato sulla sua tomba. 

Le genti seguirono queste istruzioni, ma adorarono il veggente sotto il nome di Agamestor.
Secondo Igino, Idmone era un veggente che sapeva in anticipo di morire nella spedizione degli Argonauti ma che decise di partire lo stesso.
Nel 559 a.C. gli abitanti di Eraclea Pontica (oggi Karadeniz Ereğli) costruirono un tempio sulla tomba di Idmone.